# Novi Sanjarî, Ucraina
Novi Sanjarî (în ucraineană Нові Санжари) este așezarea de tip urban de reședință a raionului Novi Sanjarî din regiunea Poltava, Ucraina. În afara localității principale, nu cuprinde și alte sate.

## Demografie
Componența lingvistică a așezării de tip urban Novi Sanjarî
     Ucraineană (95,19%)
     Rusă (4,39%)
     Alte limbi (0,15%)
Conform recensământului din 2001, majoritatea populației așezării de tip urban Novi Sanjarî era vorbitoare de ucraineană (95,19%), existând în minoritate și vorbitori de rusă (4,39%).